# Gene Havlick
Gene Havlick, pseudonimo di Eugene Charles Havlíček (Enid, 16 marzo 1894 – Los Angeles, 11 maggio 1959), è stato un montatore statunitense.

## Biografia
Figlio di genitori cechi, ha lavorato brevemente alla Universal (1928-29) e poi per il resto della sua carriera alla Columbia (1929-57). Ha montato oltre 100 lungometraggi nel corso della sua carriera. È stato candidato tre volte all'Oscar al miglior montaggio, vincendolo nel 1938 assieme a Gene Milford per Orizzonte perduto di Frank Capra, del quale ha montato tutti i film da Signora per un giorno (1933) fino allo scoppio della seconda guerra mondiale.

## Filmografia
- The Crimson Canyon, regia di Ray Taylor (1928)
- Beauty and Bullets, regia di Ray Taylor (1928)
- Grit Wins, regia di Joseph Levigard (1929)
- The Border Wildcat, regia di Ray Taylor (1929)
- The Fall of Eve, regia di Frank R. Strayer (1929)
- The Smiling Terror, regia di Joseph Levigard (1929)
- The Ridin' Demon, regia di Ray Taylor (1929)
- The College Coquette, regia di George Archainbaud (1929)
- Il richiamo (Song of Love), regia di Erle C. Kenton (1929)
- A Royal Romance, regia di Erle C. Kenton (1930)
- Sisters, regia di James Flood (1930)
- Stranieri (Brothers), regia di Walter Lang (1930)
- Madonna of the Streets, regia di John S. Robertson (1930)
- The Last Parade, regia di Erle C. Kenton (1931)
- The Sky Raiders, regia di Christy Cabanne (1931)
- Lover Come Back, regia di Erle C. Kenton (1931)
- La Venere dei porti (Fifty Fathoms Deep), regia di Roy William Neill (1931)
- A Dangerous Affair, regia di Edward Sedgwick (1931)
- The Deceiver, regia di Louis King (1931)
- The Menace, regia di Roy William Neill (1932)
- Perfidia (Shopworn), regia di Nick Grinde (1932)
- L'accusa (Attorney for the Defense), regia di Irving Cummings (1932)
- Hollywood Speaks, regia di Edward Buzzell (1932)
- Tempeste sull'Asia (War Correspondent), regia di Paul Sloane (1932)
- The Last Man, regia di Howard Higgin (1932)
- Vanity Street, regia di Nick Grinde (1932)
- La donna che ho rubato (The Woman I Stole), regia di Irving Cummings (1933)
- Signora per un giorno (Lady for a Day), regia di Frank Capra (1933)
- Master of Men, regia di Lambert Hillyer (1933)
- Accadde una notte (It Happened One Night), regia di Frank Capra (1934)
- Ventesimo secolo (Twentieth Century), regia di Howard Hawks (1934)
- Blind Date, regia di Roy William Neill (1934)
- Strettamente confidenziale (Broadway Bill), regia di Frank Capra (1934)
- Eight Bells, regia di Roy William Neill (1935)
- Unknown Woman, regia di Albert S. Rogell (1935)
- Il domatore di donne (She Couldn't Take It), regia di Tay Garnett (1935)
- Sarò tua (If You Could Only Cook), regia di William A. Seiter (1935)
- È arrivata la felicità (Mr. Deeds Goes to Town), regia di Frank Capra (1936)
- Orizzonte perduto (Lost Horizon), regia di Frank Capra (1937)
- A Dangerous Adventure, regia di D. Ross Lederman (1937)
- Baciami così (It's All Yours), regia di Elliott Nugent (1937)
- Start Cheering, regia di Albert S. Rogell (1938)
- Extortion, regia di Lambert Hillyer (1938)
- Law of the Plains, regia di Sam Nelson (1938)
- L'eterna illusione (You Can't Take It with You), regia di Frank Capra (1938)
- Blondie, regia di Frank R. Strayer (1938)
- L'istinto (My Son Is a Criminal), regia di Charles C. Coleman (1939)
- Blondie Meets the Boss, regia di Frank R. Strayer (1939)
- Ragazze sperdute (Missing Daughters), regia di Charles C. Coleman (1939)
- Mr. Smith va a Washington (Mr. Smith Goes to Washington), regia di Frank Capra (1939)
- La signora del venerdì (His Girl Friday), regia di Howard Hawks (1940)
- Blondie on a Budget, regia di Frank R. Strayer (1940)
- Blondie Has Servant Trouble, regia di Frank R. Strayer (1940)
- Angeli del peccato (Angels Over Broadway), regia di Ben Hecht e Lee Garmes (1940)
- Blondie Goes Latin, regia di Frank R. Strayer (1941)
- Anime allo specchio (She Knew All the Answers), regia di Richard Wallace (1941)
- La fidanzata di mio marito (Our Wife), regia di John M. Stahl (1941)
- Go West, Young Lady, regia di Frank R. Strayer (1941)
- Shut My Big Mouth, regia di Charles Barton (1942)
- The Wife Takes a Flyer, regia di Richard Wallace (1942)
- Counter-Espionage, regia di Edward Dmytryk (1942)
- Desperados (The Desperadoes), regia di Charles Vidor (1943)
- Ombre sul mare (Destroyer), regia di William A. Seiter (1943)
- L'ottava meraviglia (Once Upon a Time), regia di Alexander Hall (1944)
- Kansas City Kitty, regia di Del Lord (1944)
- The Unwritten Code, regia di Herman Rotsten (1944)
- Youth on Trial, regia di Budd Boetticher (1945)
- Notti d'oriente (A Thousand and One Nights), regia di Alfred E. Green (1945)
- Snafu, regia di Jack Moss (1945)
- The Gentleman Misbehaves, regia di George Sherman (1946)
- ...e le mura caddero (The Walls Came Tumbling Down), regia di Lothar Mendes (1946)
- Sing While You Dance, regia di D. Ross Lederman (1946)
- Solo chi cade può risorgere (Dead Reckoning), regia di John Cromwell (1947)
- L'uomo dei miei sogni (It Had to Be You), regia di Don Hartman e Rudolph Maté (1947)
- Il vagabondo della città morta (Relentless), regia di George Sherman (1948)
- Richiamo d'ottobre (The Return of October), regia di Joseph H. Lewis (1948)
- Fiori nel fango (Shockproof), regia di Douglas Sirk (1949)
- Rusty Saves a Life, regia di Seymour Friedman (1949)
- La sete dell'oro (Lust for Gold), regia di Sylvan Simon (1949)
- Sgomento (The Reckless Moment), regia di Max Ophüls (1949)
- Le avventure di Capitan Blood (Fortunes of Captain Blood), regia di Gordon Douglas (1950)
- Viva Robin Hood (Rogues of Sherwood Forest), regia di Gordon Douglas (1950)
- Tra mezzanotte e l'alba (Between Midnight and Dawn), regia di Gordon Douglas (1950)
- Rotaie insanguinate (Santa Fe), regia di Irving Pichel (1951)
- Il bandito di York (Dick Turpin's Ride), regia di Ralph Murphy (1951)
- Il figlio del Dottor Jekyll (The Son of Dr. Jekyll), regia di Seymour Friedman (1951)
- I miei sei forzati (My Six Convicts), regia di Hugo Fregonese (1952)
- Il corsaro (Captain Pirate), regia di Ralph Murphy (1952)
- Il nodo del carnefice (Hangman's Knot), regia di Roy Huggins (1952)
- La tigre sacra (Voodoo Tiger), regia di Spencer Gordon Bennet (1952)
- Gli amori di Cleopatra (Serpent of the Nile), regia di William Castle (1953)
- L'ultima resistenza (The Last Posse), regia di Alfred L. Werker (1953)
- La valle dei tagliatori di teste (Valley of Head Hunters), regia di William Berke (1953)
- Lo straniero ha sempre una pistola (The Stranger Wore a Gun), regia di André De Toth (1953)
- Killer Ape, regia di Spencer Gordon Bennet (1953)
- Il guanto di ferro (The Iron Glove), regia di William Castle (1954)
- La fortezza dei tiranni (The Saracen Blade), regia di William Castle (1954)
- Jungle Man-Eaters, regia di Lee Sholem (1954)
- 3 ore per uccidere (Three Hours to Kill), regia di Alfred L. Werker (1954)
- La banda dei dieci (Ten Wanted Men), regia di H. Bruce Humberstone (1955)
- Rivolta al molo nº 6 (New Orleans Uncensored), regia di William Castle (1955)
- I senza Dio (A Lawless Street), regia di Joseph H. Lewis (1955)
- La città corrotta (Inside Detroit), regia di Fred F. Sears (1956)
- 7º Cavalleria (7th Cavalry), regia di Joseph H. Lewis (1956)
- Domino Kid, regia di Ray Nazarro (1957)
- La statua che urla (Screaming Mimi), regia di Gerd Oswald (1958)

## Riconoscimenti
- Premi Oscar
  - 1938 - Miglior montaggio per Orizzonte perduto (con Gene Milford)
  - 1939 - Candidatura al miglior montaggio per L'eterna illusione
  - 1940 - Candidatura al miglior montaggio per Mr. Smith va a Washington (con Al Clark)